# Wyżnie Solnisko

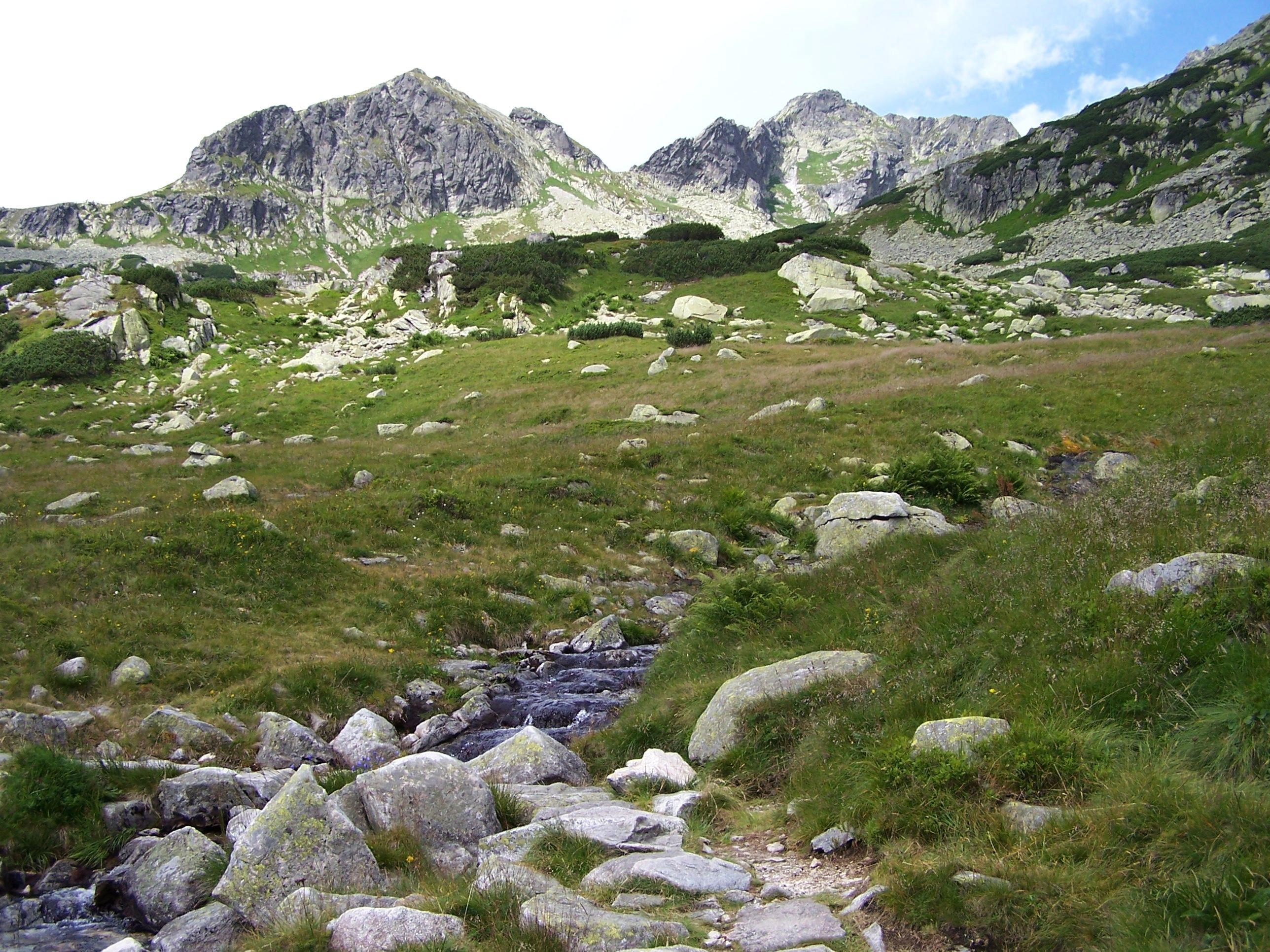
Wyżnie Solnisko. U góry Kołowa Czuba i Mały Kozi Wierch

Wyżnie Solnisko – rówień w Dolinie Pięciu Stawów Polskich w Tatrach Wysokich, znajdująca się w jej największym rozszerzeniu. Jest to stosunkowo płaski teren, na północ od Czarnego Stawu Polskiego, na południowym zboczu opadającym spod Dolinki Pustej. Od zachodu ograniczony jest grzbietem Kołowej Czuby, na wschód przechodzi w Niżnie Solnisko, na południe w Stare Solnisko. Teren pokryty jest wielkimi głazami, w wielu miejscach podmokły, znajduje się w nim koryto okresowego niewielkiego potoku spływającego spod Koziej Przełęczy. Jest to najwyżej w polskich Tatrach położone miejsce, w którym obserwowano występowanie żaby trawnej. Teren pokryty jest skąpą roślinnością z niewielkimi płatami kosodrzewiny. Rośnie tutaj m.in. sit skucina, sasanka alpejska, borówka bagienna, omieg kozłowiec, a na podmokłych terenach wełnianka szerokolistna i knieć błotna.
Nazwą solnisko określano miejsca, w których wykładano sól dla wypasanego na hali bydła i owiec. Na Wyżnim Solnisku znajduje się pamiątkowy kamień z tabliczką poświęconą Stanisławowi Bronikowskiemu. Nieco powyżej niego krzyżówka szlaków turystycznych.

## Szlaki turystyczne
– niebieski, przebiegający przez Dolinę Pięciu Stawów Polskich i prowadzący na Zawrat. Czas przejścia od schroniska na Zawrat: 1:40 h, ↓ 1:30 h
 – żółty na Kozią Przełęcz (szlak łącznikowy Orlej Perci). Czas przejścia z Doliny Pięciu Stawów Polskich na Kozią Przełęcz: 1:20 h, ↓ 1 h